# World Football Challenge 2009
Giải bóng đá World Football Challenge 2009 là giải bóng đá lần đầu tiên của giải World Football Challenge, một giải đấu bóng đá giao hữu mùa hè giữa các câu lạc bộ bóng đá đến từ châu Âu và Bắc Mỹ, được tổ chức tại Hoa Kỳ. Chelsea là nhà vô địch đầu tiên vào năm 2009.

## Các đội tham dự
Trong năm 2009, mỗi đội thi đấu lần lượt với ba đội bóng khác vòng tròn một lượt, mỗi trận đấu diễn ra tại một địa điểm trung lập ở Hoa Kỳ. Chelsea là ứng cử viên cho chức vô địch World Football Challenge năm 2009. Sau đây bốn câu lạc bộ tham gia các giải đấu năm 2009:
- Chelsea từ Giải bóng đá Ngoại hạng Anh tại Anh
- América Từ giải Primera División de México tại México
- Internazionale từ giải Serie A tại Ý
- Milan từ giải Serie A tại Ý

## Địa điểm
| Pasadena, California                                 | Arlington, Texas          | Atlanta, Georgia      |
| ---------------------------------------------------- | ------------------------- | --------------------- |
| Rose Bowl                                            | Sân vận động Cowboys      | Georgia Dome          |
| Sức chứa: 92.542                                     | Sức chứa: 80.000          | Sức chứa: 71.228      |
|                                                      |                           |                       |
| PasadenaAtlantaBaltimoreFoxboroughArlingtonPalo Alto |                           |                       |
| Baltimore, Maryland                                  | Foxborough, Massachusetts | Palo Alto, California |
| Sân vận động M&T Bank                                | Sân vận động Gillette     | Sân vận động Stanford |
| Sức chứa: 71.008                                     | Sức chứa: 68.756          | Sức chứa: 50.000      |
|                                                      |                           |                       |

## Điều lệ

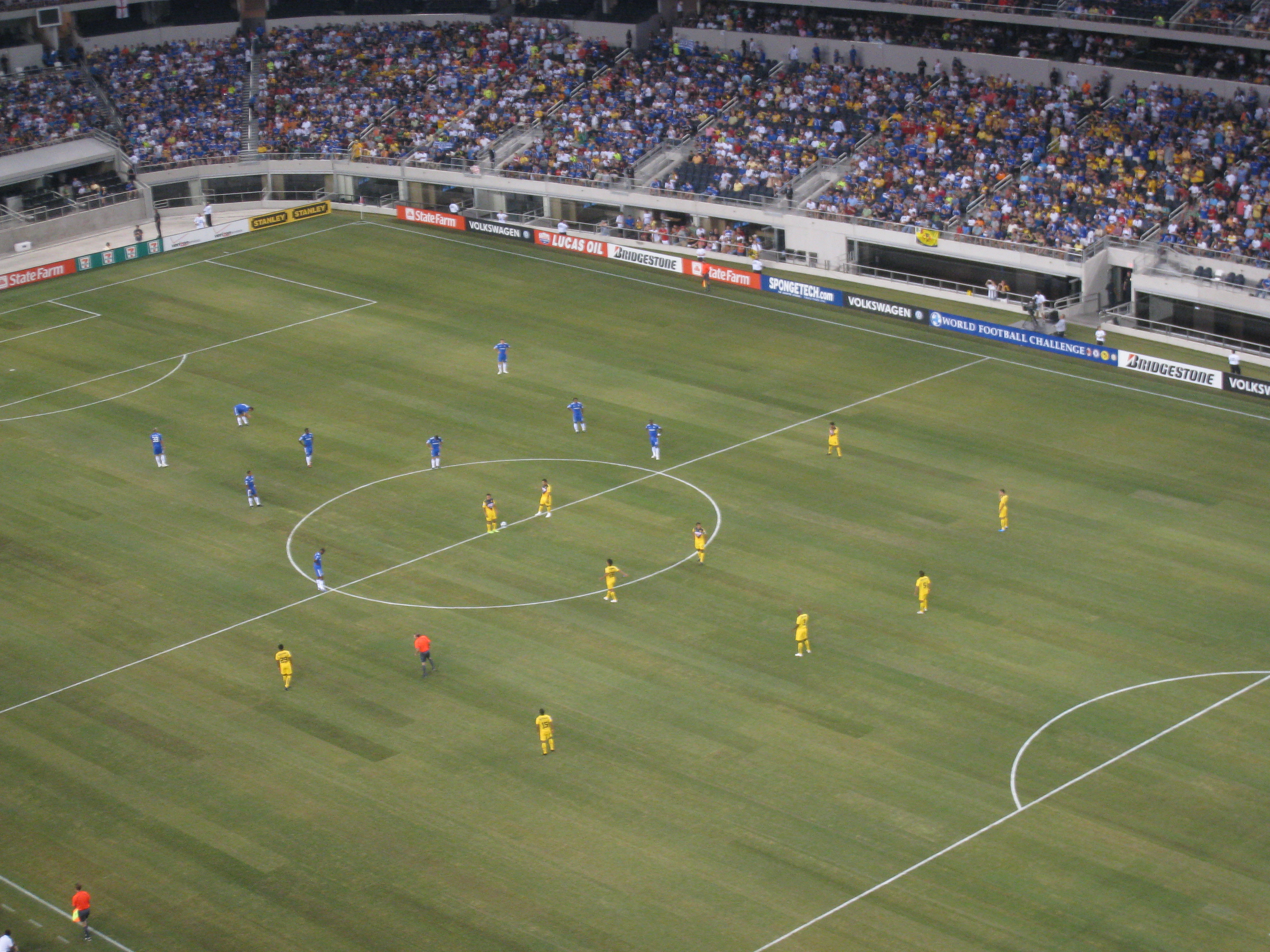
Chelsea vs Club America tại Sân vận động Cowboys

Câu lạc bộ được một điểm cho mỗi bàn thắng được ghi trong thời gian quy định chính thức 90 phút (tối đa ba bàn mỗi trận). Câu lạc bộ giành được ba điểm cho một trận thắng mà không đá phạt đền. Sau 90 phút thi đấu, nếu trận đấu hòa thì mỗi đội nhận được một điểm và chiến thắng trong loạt penalty được nhận thêm một điểm nữa. Đội có số điểm chung cuộc lớn nhất là nhà vô địch World Football Challenge.

## Bảng xếp hạng
| VT | Đội bóng       | Quốc gia | Tr | T | WPk | LPk | B | BT | BB | HS | Đ  |
| -- | -------------- | -------- | -- | - | --- | --- | - | -- | -- | -- | -- |
| 1  | Chelsea        | Anh      | 3  | 3 | 0   | 0   | 0 | 6  | 1  | +5 | 15 |
| 2  | América        | México   | 3  | 1 | 1   | 0   | 1 | 3  | 4  | –1 | 8  |
| 3  | Internazionale | Ý        | 3  | 1 | 0   | 1   | 1 | 3  | 3  | 0  | 7  |
| 4  | Milan          | Ý        | 3  | 0 | 0   | 0   | 3 | 2  | 6  | –4 | 2  |

## Các trận đấu
| América                                         | 1–1      | Internazionale                                       |
| ----------------------------------------------- | -------- | ---------------------------------------------------- |
| Silva 51'                                       | Chi tiết | Córdoba 61'                                          |
| Loạt sút luân lưu                               |          |                                                      |
| Chitiva · Mosquera · Silva · Márquez · Ó. Rojas | 5–4      | Balotelli · Milito · Ibrahimović · Vieira · Burdisso |

| Chelsea                          | 2–0      | Internazionale |
| -------------------------------- | -------- | -------------- |
| Drogba 11' · Lampard 50' (ph.đ.) | Chi tiết |                |

| América                   | 2–1      | Milan       |
| ------------------------- | -------- | ----------- |
| Esqueda 56' · Márquez 84' | Chi tiết | Inzaghi 66' |

| Chelsea                 | 2–1      | Milan       |
| ----------------------- | -------- | ----------- |
| Drogba 7' · Zhirkov 69' | Chi tiết | Seedorf 38' |

| Internazionale | 2–0      | Milan |
| -------------- | -------- | ----- |
| Milito 4', 75' | Chi tiết |       |

| Chelsea                    | 2–0      | América |
| -------------------------- | -------- | ------- |
| Di Santo 76' · Malouda 78' | Chi tiết |         |

## Tốp ghi bàn
| Vị trí | Cầu thủ           | Quốc gia | Câu lạc bộ     | Số bàn thắng |
| ------ | ----------------- | -------- | -------------- | ------------ |
| 1      | Didier Drogba     | CIV      | Chelsea        | 2            |
| 1      | Diego Milito      | ARG      | Internazionale | 2            |
| 3      | Iván Córdoba      | COL      | Internazionale | 1            |
| 3      | Enrique Esqueda   | MEX      | América        | 1            |
| 3      | Filippo Inzaghi   | ITA      | Milan          | 1            |
| 3      | Frank Lampard     | ENG      | Chelsea        | 1            |
| 3      | Florent Malouda   | FRA      | Chelsea        | 1            |
| 3      | Daniel Márquez    | MEX      | América        | 1            |
| 3      | Franco Di Santo   | ARG      | Chelsea        | 1            |
| 3      | Clarence Seedorf  | NED      | Milan          | 1            |
| 3      | Juan Carlos Silva | MEX      | América        | 1            |
| 3      | Yuri Zhirkov      | RUS      | Chelsea        | 1            |